# Ottokar der Weltverbesserer
Ottokar der Weltverbesserer ist eine vom DEFA-Studio für Spielfilme produzierte Komödie der DDR aus dem Jahr 1977. Der unter der Regie von Hans Kratzert entstandene Kinderfilm basiert auf verschiedenen Ottokar-Erzählungen von Otto Häuser.

## Handlung
Der elfjährige Ottokar besucht die fünfte Klasse und kann eines nicht ertragen: Ungerechtigkeiten. Stets mischt er sich ein, will helfen und wird dafür getadelt. Als er am letzten Ferientag mit seinem besten Freund Sigi vom Angeln kommt, sieht er ein weinendes Kind, dem gerade sein Spielzeugboot ins Wasser gefallen und abgetrieben ist. Ottokar will ein Ruderboot von einem Privatsteg ausleihen, um das Spielzeug aus dem Wasser zu holen, wird jedoch von der Bootsbesitzerin beschimpft. So springt er angezogen ins Wasser. Zwar wenden sich die Umstehenden nun gegen die Bootsbesitzerin, wie es Ottokars Absicht war, doch muss er vor seinen Eltern die Ursache für die nassen Sachen erklären.
Die Schule beginnt und Ottokar bekommt mit Herrn Burschelmann einen neuen Klassenlehrer. Ottokar ist ein guter Schüler, doch haben die Lehrer ihn stets im Verdacht, Unsinn zu machen. Meist ist es jedoch Heinz „Pillenheini“ Pilgrim, der ungerecht handelt und daher von Ottokar gestoppt wird. Als Pillenheini beim Appell der Schüler anlässlich des Schulbeginns Steine in eine Pfütze wirft, will Ottokar ihn davon abhalten, wird nun aber selbst als Steinewerfer angesehen. Als Ottokar als Mutprobe das Treppengeländer herunterrutscht, macht es ihm ein anderer Schüler nach und verunglückt dabei schwer. Die Aufsicht habende Lehrerin wird suspendiert. Auch sonst geht für Ottokar einiges schief. Nach dem Unfall hat die Direktion Schüleraufsichten eingeführt und die älteren Schüler wollen die jüngeren nun zum Händewaschen vor dem Mittagessen verpflichten. Ottokar verweigert demonstrativ das Essen, spielt später vor, krank vor Hunger zu sein, weil er wegen der älteren Schüler nicht essen durfte, und wird von der Lehrerin in die Kantine geschickt. Prompt trifft ihn auf dem Weg dahin ein anderer Lehrer an, der ihm einen Tadel gibt. Und so gehen die Missgeschicke weiter: Ottokar will einen Schüler vom Rauchen abhalten und wird von diesem geschlagen. Mit Nasenbluten wird er zum Umziehen nach Hause geschickt und verursacht dort ein Chaos in seinem Kinderzimmer, will er sich doch besonders fein anziehen. Eine anstößige Zeichnung, die Ottokar vor der Lehrerin versteckt, stammt nicht von ihm, doch wird er prompt als Zeichner getadelt. Und auch als Ottokar einen betrunkenen Jugendlichen besorgt nach Hause bringt, wird ihm nicht gedankt. Vielmehr denkt die Mutter, er habe ihren Sohn zum Trinken animiert.
Herr Burschelmann jedoch hat längst erkannt, dass Ottokar eigentlich stets nur gute Absichten hat. Beim Elternsprechtag kündigt er an, Ottokars Energie in die richtigen Wege leiten zu wollen. Tatsächlich steht Ottokar kurz vor der Wahl in den Gruppenrat der Klasse und unterstützt sogar den aktuellen Gruppenrat beim Schreiben des Jahresberichts. Am Ende wird er, als hilfsbereit, engagiert und aktiv gelobt, in den Gruppenrat gewählt, auch wenn Pillenheini und vier andere Schüler der Klasse gegen ihn stimmen. Am nächsten Morgen ist Ottokar mit Sigi auf dem Weg zur Schule. Sigi hat gerade wegen eines fehlenden Lichts am Fahrrad von einem Polizisten einen Strafzettel erhalten; eine junge Lehrerin, die bei Rot über die Ampel fährt, kommt jedoch nur mit einer Verwarnung davon. Ottokar muss mal wieder für Gerechtigkeit sorgen und stellt den Polizisten zur Rede. Als die Sache geklärt ist, rennt er zur Schule und kommt prompt zu spät. Neuer Ärger ist vorprogrammiert.

## Produktion
Die Geschichten um den Schüler Ottokar von Otto Häuser zählten „zu den Lieblingslektüren in der DDR“. Ironisch rekonstruierte Renate Holland-Moritz in einer Besprechung des Films 1977 die mögliche Entstehung des Films, da sich die Dramaturgen in Babelsberg normalerweise um jeden Preis dem heiteren Genre verschließen würden:

„Manchmal aber passieren kleine Pannen. Da gerät zum Beispiel ein Dramaturg an ein Buch aus dem Eulenspiegel-Verlag, liest es und kommt vor Lachen nicht in den Schlaf. Diesen beunruhigenden Umstand teilt er einigen Kollegen mit, und plötzlich, aus keineswegs heiterem DEFA-Himmel, wird beschlossen, das private Lesevergnügen optisches Massenereignis werden zu lassen. Nur so ist es zu erklären, daß Ottokar der Weltverbesserer […] auf die Leinwand gelangte.“

Ottokar der Weltverbesserer wurde 1976 innerhalb von einem Vierteljahr gedreht. Als Hauptdarsteller wurde mit Lars Herrmann ein Schüler besetzt, der zuvor bereits Nebenrollen in Kinder- und Jugendfilmen übernommen hatte.
Ottokar der Weltverbesserer erlebte am 7. Juli 1977 auf der Freilichtbühne des Kinderferienlagers Dresenower Mühle am Plauer See seine Premiere und kam am nächsten Tag in die Kinos der DDR. In der Folge lief er auch auf zahlreichen internationalen Kinderfilmfestivals. In der BRD wurde er am 13. Oktober 1977 auf dem Mannheimer IFF gezeigt. Mit über einer Million Zuschauer war der Film einer der erfolgreichsten Filme des Regisseurs Kratzert.

## Kritik
Die zeitgenössische Kritik der DDR lobte Ottokar der Weltverbesserer als „sehr amüsante[n] Gegenwartsfilm, also etwas, was man nicht alle Tage zu sehen bekommt. Und weil er gut gemacht, einfühlsam fotografiert […] und liebevoll besetzt worden ist, dürfen die Erwachsenen auch auf ihre Kosten kommen.“ Hervorgehoben wurde auch die differenzierte Zeichnung der Lehrer, die im Film „keine schwarzweiß gemalten, keine unfehlbaren, alleswissenden Sockel-Figuren, sondern sehr wahrhaftige und nicht immer sehr erfreuliche Erscheinungen aus unserem Schulmilieu“ seien.
Renate Holland-Moritz nannte den Film „eine gelungene Arbeit“, mit dem „eine weitere hartnäckige DEFA-These – ‚Unsere Menschen mögen keine Satire!‘ – erfolgreich über Bord gegangen“ ist.
Für das Lexikon des internationalen Films war Ottokar der Weltverbesserer ein „heiterer Kinderfilm über einen Elfjährigen, der immer allen helfen will und dabei in zahlreiche Fallen tappt. Insgesamt etwas zu brav und behäbig geratener Kinderfilm nach einem in der DDR viel gelesenen Erzählband des Satirikers Ottokar Domma.“

## Auszeichnungen
Auf der VII. Kinderfilmwoche der DDR in Gera erhielt Ottokar der Weltverbesserer 1977 das Diplom des Ministers für Kultur sowie das Diplom der Kinderjury. Auf der Berlinale 1978 lief der Film im Rahmen des Kinderfilmfests.